# Ofelia Island
Ofelia Island (englisch, bulgarisch остров Офелия ostrow Ofelija) ist eine in südost-nordwestlicher Ausdehnung 560 m lange und 270 m breite Insel in der Gruppe der Joinville-Inseln vor der nordöstlichen Spitze der Antarktischen Halbinsel. In der Ambush Bay an der Nordküste der Joinville-Insel liegt sie 3,18 km südsüdwestlich des King Point, 4,72 km westsüdwestlich des Dalrymple Point und 7,9 km nordnordöstlich der Taylor-Nunatakker.
Britische Wissenschaftler kartierten sie 1973. Die bulgarische Kommission für Antarktische Geographische Namen benannte sie 2018 nach dem bulgarischen Trawler Ofelia, der von September 1977 bis April 1978 unter Kapitän Nikola Lewenow für den Fischfang in den Gewässern um Südgeorgien operiert hatte.